# به یون کیونگ
به یون کیونگ (کره‌ای: 배윤경؛ انگلیسی: Bae Yoon-kyung؛ زادهٔ ۲۲ ژانویه ۱۹۹۳) بازیگر و مدل اهل کره جنوبی است. او درام‌هایی مانند سلام خداحافظ مامان!، پزشک زندانی و احساس پادشاه و عروسی غیر ممکن بازی کرده‌است.

## فیلم‌شناسی

### برنامه تلویزیونی
| سال  | عنوان                     | شبکه   | نقش               | توضیحات | منبع        |
| ---- | ------------------------- | ------ | ----------------- | ------- | ----------- |
| ۲۰۱۷ | هارت سیگنال               | چنل ای | عضو گروه بازیگران |         |             |
| ۲۰۱۹ | قانون جنگل در جزایر سوندا | اس‌بی‌اس | عضو گروه بازیگران |         | [ ۳ ] [ ۴ ] |